# Ducat d'Escalona

Escut del ducat d'Escalona (llinatges Pacheco i Acuña)

El ducat d'Escalona  és un títol nobiliari espanyol creat per Enric IV el 1472 a favor de Juan Pacheco, I marquès de Villena. Ferran VI li va concedir la Grandesa d'Espanya de primera classe el 1750, a favor dels XI ducs, Juan Pablo López Pacheco Moscoso (1716-1751) i María Ana López Pacheco y Álvarez de Toledo Portugal. El seu nom es refereix al municipi castellà d'Escalona del Alberche, a la província de Toledo.

## Ducs d'Escalona
|                                  | Titular                                                | Periodo                          |
| Creació per Enric IV de Castella | Creació per Enric IV de Castella                       | Creació per Enric IV de Castella |
| -------------------------------- | ------------------------------------------------------ | -------------------------------- |
| I                                | Juan Pacheco                                           | 1445-1474                        |
| II                               | Diego López Pacheco y Portocarrero                     | 1474-1529                        |
| III                              | Diego López Pacheco y Enríquez                         | 1529-1556                        |
| IV                               | Francisco López Pacheco de Cabrera y Bobadilla         | 1556-1574                        |
| V                                | Juan Gaspar Fernández Pacheco                          | 1574-1615                        |
| VI                               | Felipe Baltasar Fernández Pacheco                      | 1615-1633                        |
| VII                              | Diego López de Pacheco Cabrera y Bobadilla             | 1633-1653                        |
| VIII                             | Juan Manuel Fernández Pacheco                          | 1653-1725                        |
| IX                               | Mercurio Antonio López Pacheco                         | 1725-1738                        |
| X                                | Andrés Luis López-Pacheco y Osorio                     | 1738-1546                        |
| XI                               | Juan Pablo López Pacheco y Osorio                      | 1746-1751                        |
| XII                              | Felipe López-Pacheco y de la Cueva                     | 1751-1798                        |
| XIII                             | Diego Pacheco Téllez-Girón y Velasco                   | 1798-1811                        |
| XIV                              | Bernardino Fernández de Velasco y Benavides            | 1811-1851                        |
| XV                               | Francisco de Borja Téllez-Girón y Fernández de Velasco | 1851-1897                        |
| XVI                              | Mariano Téllez-Girón y Fernández de Córdoba            | 1897-1931                        |
| XVII                             | Francisco de Borja de Martorell y Téllez-Girón         | 1931-1936                        |
| XVIII                            | María de la Soledad de Martorell y Castillejo          | 1950-1961                        |
| XIX                              | Ángela María Téllez-Girón y Duque de Estrada           | 1961-1966                        |
| XX                               | Francisco de Borja de Soto y Martorell                 | 1966-1997                        |
| XXI                              | Francisco de Borja de Soto y Moreno-Santamaría         | 1998-                            |

### Arbre geneològic
|                                                                                         |                                                                                         |                                                                                         |                                                                                         |                                                                                         |                                                                                         |  |  | | | | | | |  |  | Juan Pacheco, I marquès de Villena, I duc d'Escalona (1419-1474)                                            | | | | | |  |  | | | | | | |  |  |                                                                 |                                                                 |                                                                 |                                                                 |                                                                 |                                                                 |  |  |  |  |  |  |  |  |  |  |  |  |  |  |  |  |
|                                                                                         |                                                                                         |                                                                                         |                                                                                         |                                                                                         |                                                                                         |  |  | | | | | | |  |  | | | | | | |  |  | | | | | | |  |  |                                                                 |                                                                 |                                                                 |                                                                 |                                                                 |                                                                 |  |  |  |  |  |  |  |  |  |  |  |  |  |  |  |  |
|                                                                                         |                                                                                         |                                                                                         |                                                                                         |                                                                                         |                                                                                         |  |  | | | | | | |  |  | | | | | | |  |  | | | | | | |  |  |                                                                 |                                                                 |                                                                 |                                                                 |                                                                 |                                                                 |  |  |  |  |  |  |  |  |  |  |  |  |  |  |  |  |
|                                                                                         |                                                                                         |                                                                                         |                                                                                         |                                                                                         |                                                                                         |  |  | Diego López Pacheco, II marquès de Villena, II duc d'Escalona (1456-1529)                                                       | Diego López Pacheco, II marquès de Villena, II duc d'Escalona (1456-1529)                                                       | Diego López Pacheco, II marquès de Villena, II duc d'Escalona (1456-1529)                                                       | Diego López Pacheco, II marquès de Villena, II duc d'Escalona (1456-1529)                                                       | Diego López Pacheco, II marquès de Villena, II duc d'Escalona (1456-1529)                                                       | Diego López Pacheco, II marquès de Villena, II duc d'Escalona (1456-1529)                                                       |  |  | | | | | | |  |  | Alonso Téllez-Girón, II senyor de la Puebla de Montalbán († 1527)                                         | Alonso Téllez-Girón, II senyor de la Puebla de Montalbán († 1527)                                  | Alonso Téllez-Girón, II senyor de la Puebla de Montalbán († 1527)                                  | Alonso Téllez-Girón, II senyor de la Puebla de Montalbán († 1527)                                  | Alonso Téllez-Girón, II senyor de la Puebla de Montalbán († 1527)                                  | Alonso Téllez-Girón, II senyor de la Puebla de Montalbán († 1527)                                  |  |  |                                                                 |                                                                 |                                                                 |                                                                 |                                                                 |                                                                 |  |  |  |  |  |  |  |  |  |  |  |  |  |  |  |  |
|                                                                                         |                                                                                         |                                                                                         |                                                                                         |                                                                                         |                                                                                         |  |  | Diego López Pacheco, II marquès de Villena, II duc d'Escalona (1456-1529)                                                       | Diego López Pacheco, II marquès de Villena, II duc d'Escalona (1456-1529)                                                       | Diego López Pacheco, II marquès de Villena, II duc d'Escalona (1456-1529)                                                       | Diego López Pacheco, II marquès de Villena, II duc d'Escalona (1456-1529)                                                       | Diego López Pacheco, II marquès de Villena, II duc d'Escalona (1456-1529)                                                       | Diego López Pacheco, II marquès de Villena, II duc d'Escalona (1456-1529)                                                       |  |  | | | | | | |  |  | Alonso Téllez-Girón, II senyor de la Puebla de Montalbán († 1527)                                         | Alonso Téllez-Girón, II senyor de la Puebla de Montalbán († 1527)                                  | Alonso Téllez-Girón, II senyor de la Puebla de Montalbán († 1527)                                  | Alonso Téllez-Girón, II senyor de la Puebla de Montalbán († 1527)                                  | Alonso Téllez-Girón, II senyor de la Puebla de Montalbán († 1527)                                  | Alonso Téllez-Girón, II senyor de la Puebla de Montalbán († 1527)                                  |  |  |                                                                 |                                                                 |                                                                 |                                                                 |                                                                 |                                                                 |  |  |  |  |  |  |  |  |  |  |  |  |  |  |  |  |
|                                                                                         |                                                                                         |                                                                                         |                                                                                         |                                                                                         |                                                                                         |  |  | Diego López Pacheco, III marquès de Villena, III duc d'Escalona (1503-1556)                                                     | Diego López Pacheco, III marquès de Villena, III duc d'Escalona (1503-1556)                                                     | Diego López Pacheco, III marquès de Villena, III duc d'Escalona (1503-1556)                                                     | Diego López Pacheco, III marquès de Villena, III duc d'Escalona (1503-1556)                                                     | Diego López Pacheco, III marquès de Villena, III duc d'Escalona (1503-1556)                                                     | Diego López Pacheco, III marquès de Villena, III duc d'Escalona (1503-1556)                                                     |  |  | | | | | | |  |  | Juan Pacehco y Guevara                                                                                    | Juan Pacehco y Guevara                                                                             | Juan Pacehco y Guevara                                                                             | Juan Pacehco y Guevara                                                                             | Juan Pacehco y Guevara                                                                             | Juan Pacehco y Guevara                                                                             |  |  |                                                                 |                                                                 |                                                                 |                                                                 |                                                                 |                                                                 |  |  |  |  |  |  |  |  |  |  |  |  |  |  |  |  |
|                                                                                         |                                                                                         |                                                                                         |                                                                                         |                                                                                         |                                                                                         |  |  | Diego López Pacheco, III marquès de Villena, III duc d'Escalona (1503-1556)                                                     | Diego López Pacheco, III marquès de Villena, III duc d'Escalona (1503-1556)                                                     | Diego López Pacheco, III marquès de Villena, III duc d'Escalona (1503-1556)                                                     | Diego López Pacheco, III marquès de Villena, III duc d'Escalona (1503-1556)                                                     | Diego López Pacheco, III marquès de Villena, III duc d'Escalona (1503-1556)                                                     | Diego López Pacheco, III marquès de Villena, III duc d'Escalona (1503-1556)                                                     |  |  | | | | | | |  |  | Juan Pacehco y Guevara                                                                                    | Juan Pacehco y Guevara                                                                             | Juan Pacehco y Guevara                                                                             | Juan Pacehco y Guevara                                                                             | Juan Pacehco y Guevara                                                                             | Juan Pacehco y Guevara                                                                             |  |  |                                                                 |                                                                 |                                                                 |                                                                 |                                                                 |                                                                 |  |  |  |  |  |  |  |  |  |  |  |  |  |  |  |  |
|                                                                                         |                                                                                         |                                                                                         |                                                                                         |                                                                                         |                                                                                         |  |  | Francisco López Pacheco, IV marquès de Villena, IV duc d'Escalona (1532-1574)                                                   | Francisco López Pacheco, IV marquès de Villena, IV duc d'Escalona (1532-1574)                                                   | Francisco López Pacheco, IV marquès de Villena, IV duc d'Escalona (1532-1574)                                                   | Francisco López Pacheco, IV marquès de Villena, IV duc d'Escalona (1532-1574)                                                   | Francisco López Pacheco, IV marquès de Villena, IV duc d'Escalona (1532-1574)                                                   | Francisco López Pacheco, IV marquès de Villena, IV duc d'Escalona (1532-1574)                                                   |  |  | | | | | | |  |  | Alonso Téllez-Girón, III senyor de la Puebla de Montalbán                                                 | Alonso Téllez-Girón, III senyor de la Puebla de Montalbán                                          | Alonso Téllez-Girón, III senyor de la Puebla de Montalbán                                          | Alonso Téllez-Girón, III senyor de la Puebla de Montalbán                                          | Alonso Téllez-Girón, III senyor de la Puebla de Montalbán                                          | Alonso Téllez-Girón, III senyor de la Puebla de Montalbán                                          |  |  |                                                                 |                                                                 |                                                                 |                                                                 |                                                                 |                                                                 |  |  |  |  |  |  |  |  |  |  |  |  |  |  |  |  |
|                                                                                         |                                                                                         |                                                                                         |                                                                                         |                                                                                         |                                                                                         |  |  | Francisco López Pacheco, IV marquès de Villena, IV duc d'Escalona (1532-1574)                                                   | Francisco López Pacheco, IV marquès de Villena, IV duc d'Escalona (1532-1574)                                                   | Francisco López Pacheco, IV marquès de Villena, IV duc d'Escalona (1532-1574)                                                   | Francisco López Pacheco, IV marquès de Villena, IV duc d'Escalona (1532-1574)                                                   | Francisco López Pacheco, IV marquès de Villena, IV duc d'Escalona (1532-1574)                                                   | Francisco López Pacheco, IV marquès de Villena, IV duc d'Escalona (1532-1574)                                                   |  |  | | | | | | |  |  | Alonso Téllez-Girón, III senyor de la Puebla de Montalbán                                                 | Alonso Téllez-Girón, III senyor de la Puebla de Montalbán                                          | Alonso Téllez-Girón, III senyor de la Puebla de Montalbán                                          | Alonso Téllez-Girón, III senyor de la Puebla de Montalbán                                          | Alonso Téllez-Girón, III senyor de la Puebla de Montalbán                                          | Alonso Téllez-Girón, III senyor de la Puebla de Montalbán                                          |  |  |                                                                 |                                                                 |                                                                 |                                                                 |                                                                 |                                                                 |  |  |  |  |  |  |  |  |  |  |  |  |  |  |  |  |
|                                                                                         |                                                                                         |                                                                                         |                                                                                         |                                                                                         |                                                                                         |  |  | Juan Gaspar Fernández Pacheco, V marquès de Villena, V duc d'Escalona (1563-1615)                                               | Juan Gaspar Fernández Pacheco, V marquès de Villena, V duc d'Escalona (1563-1615)                                               | Juan Gaspar Fernández Pacheco, V marquès de Villena, V duc d'Escalona (1563-1615)                                               | Juan Gaspar Fernández Pacheco, V marquès de Villena, V duc d'Escalona (1563-1615)                                               | Juan Gaspar Fernández Pacheco, V marquès de Villena, V duc d'Escalona (1563-1615)                                               | Juan Gaspar Fernández Pacheco, V marquès de Villena, V duc d'Escalona (1563-1615)                                               |  |  | | | | | | |  |  | Juan Pacheco, I comte de la Puebla de Montalbán († 1590)                                                  | Juan Pacheco, I comte de la Puebla de Montalbán († 1590)                                           | Juan Pacheco, I comte de la Puebla de Montalbán († 1590)                                           | Juan Pacheco, I comte de la Puebla de Montalbán († 1590)                                           | Juan Pacheco, I comte de la Puebla de Montalbán († 1590)                                           | Juan Pacheco, I comte de la Puebla de Montalbán († 1590)                                           |  |  |                                                                 |                                                                 |                                                                 |                                                                 |                                                                 |                                                                 |  |  |  |  |  |  |  |  |  |  |  |  |  |  |  |  |
|                                                                                         |                                                                                         |                                                                                         |                                                                                         |                                                                                         |                                                                                         |  |  | Juan Gaspar Fernández Pacheco, V marquès de Villena, V duc d'Escalona (1563-1615)                                               | Juan Gaspar Fernández Pacheco, V marquès de Villena, V duc d'Escalona (1563-1615)                                               | Juan Gaspar Fernández Pacheco, V marquès de Villena, V duc d'Escalona (1563-1615)                                               | Juan Gaspar Fernández Pacheco, V marquès de Villena, V duc d'Escalona (1563-1615)                                               | Juan Gaspar Fernández Pacheco, V marquès de Villena, V duc d'Escalona (1563-1615)                                               | Juan Gaspar Fernández Pacheco, V marquès de Villena, V duc d'Escalona (1563-1615)                                               |  |  | | | | | | |  |  | Juan Pacheco, I comte de la Puebla de Montalbán († 1590)                                                  | Juan Pacheco, I comte de la Puebla de Montalbán († 1590)                                           | Juan Pacheco, I comte de la Puebla de Montalbán († 1590)                                           | Juan Pacheco, I comte de la Puebla de Montalbán († 1590)                                           | Juan Pacheco, I comte de la Puebla de Montalbán († 1590)                                           | Juan Pacheco, I comte de la Puebla de Montalbán († 1590)                                           |  |  |                                                                 |                                                                 |                                                                 |                                                                 |                                                                 |                                                                 |  |  |  |  |  |  |  |  |  |  |  |  |  |  |  |  |
|                                                                                         |                                                                                         |                                                                                         |                                                                                         |                                                                                         |                                                                                         |  |  | | | | | | |  |  | | | | | | |  |  | | | | | | |  |  |                                                                 |                                                                 |                                                                 |                                                                 |                                                                 |                                                                 |  |  |  |  |  |  |  |  |  |  |  |  |  |  |  |  |
| Felipe Baltasar Fernández Pacheco, VI marquès de Villena, VI duc d'Escalona (1596-1633) | Felipe Baltasar Fernández Pacheco, VI marquès de Villena, VI duc d'Escalona (1596-1633) | Felipe Baltasar Fernández Pacheco, VI marquès de Villena, VI duc d'Escalona (1596-1633) | Felipe Baltasar Fernández Pacheco, VI marquès de Villena, VI duc d'Escalona (1596-1633) | Felipe Baltasar Fernández Pacheco, VI marquès de Villena, VI duc d'Escalona (1596-1633) | Felipe Baltasar Fernández Pacheco, VI marquès de Villena, VI duc d'Escalona (1596-1633) |  |  | Diego López Pacheco, VII marquès de Villena, VII duc d'Escalona (1599-1653)                                                     | Diego López Pacheco, VII marquès de Villena, VII duc d'Escalona (1599-1653)                                                     | Diego López Pacheco, VII marquès de Villena, VII duc d'Escalona (1599-1653)                                                     | Diego López Pacheco, VII marquès de Villena, VII duc d'Escalona (1599-1653)                                                     | Diego López Pacheco, VII marquès de Villena, VII duc d'Escalona (1599-1653)                                                     | Diego López Pacheco, VII marquès de Villena, VII duc d'Escalona (1599-1653)                                                     |  |  | | | | | | |  |  | Alonso Téllez-Girón y Toledo (1555-1590)                                                                  | Alonso Téllez-Girón y Toledo (1555-1590)                                                           | Alonso Téllez-Girón y Toledo (1555-1590)                                                           | Alonso Téllez-Girón y Toledo (1555-1590)                                                           | Alonso Téllez-Girón y Toledo (1555-1590)                                                           | Alonso Téllez-Girón y Toledo (1555-1590)                                                           |  |  |                                                                 |                                                                 |                                                                 |                                                                 |                                                                 |                                                                 |  |  |  |  |  |  |  |  |  |  |  |  |  |  |  |  |
| Felipe Baltasar Fernández Pacheco, VI marquès de Villena, VI duc d'Escalona (1596-1633) | Felipe Baltasar Fernández Pacheco, VI marquès de Villena, VI duc d'Escalona (1596-1633) | Felipe Baltasar Fernández Pacheco, VI marquès de Villena, VI duc d'Escalona (1596-1633) | Felipe Baltasar Fernández Pacheco, VI marquès de Villena, VI duc d'Escalona (1596-1633) | Felipe Baltasar Fernández Pacheco, VI marquès de Villena, VI duc d'Escalona (1596-1633) | Felipe Baltasar Fernández Pacheco, VI marquès de Villena, VI duc d'Escalona (1596-1633) |  |  | Diego López Pacheco, VII marquès de Villena, VII duc d'Escalona (1599-1653)                                                     | Diego López Pacheco, VII marquès de Villena, VII duc d'Escalona (1599-1653)                                                     | Diego López Pacheco, VII marquès de Villena, VII duc d'Escalona (1599-1653)                                                     | Diego López Pacheco, VII marquès de Villena, VII duc d'Escalona (1599-1653)                                                     | Diego López Pacheco, VII marquès de Villena, VII duc d'Escalona (1599-1653)                                                     | Diego López Pacheco, VII marquès de Villena, VII duc d'Escalona (1599-1653)                                                     |  |  | | | | | | |  |  | Alonso Téllez-Girón y Toledo (1555-1590)                                                                  | Alonso Téllez-Girón y Toledo (1555-1590)                                                           | Alonso Téllez-Girón y Toledo (1555-1590)                                                           | Alonso Téllez-Girón y Toledo (1555-1590)                                                           | Alonso Téllez-Girón y Toledo (1555-1590)                                                           | Alonso Téllez-Girón y Toledo (1555-1590)                                                           |  |  |                                                                 |                                                                 |                                                                 |                                                                 |                                                                 |                                                                 |  |  |  |  |  |  |  |  |  |  |  |  |  |  |  |  |
|                                                                                         |                                                                                         |                                                                                         |                                                                                         |                                                                                         |                                                                                         |  |  | Juan Manuel Fernández Pacheco, VIII marquès de Villena, VIII duc d'Escalona (1650-1725)                                         | Juan Manuel Fernández Pacheco, VIII marquès de Villena, VIII duc d'Escalona (1650-1725)                                         | Juan Manuel Fernández Pacheco, VIII marquès de Villena, VIII duc d'Escalona (1650-1725)                                         | Juan Manuel Fernández Pacheco, VIII marquès de Villena, VIII duc d'Escalona (1650-1725)                                         | Juan Manuel Fernández Pacheco, VIII marquès de Villena, VIII duc d'Escalona (1650-1725)                                         | Juan Manuel Fernández Pacheco, VIII marquès de Villena, VIII duc d'Escalona (1650-1725)                                         |  |  | | | | | | |  |  | Juan Pacheco, II comte de la Puebla de Montalbán (1590-1666)                                              | Juan Pacheco, II comte de la Puebla de Montalbán (1590-1666)                                       | Juan Pacheco, II comte de la Puebla de Montalbán (1590-1666)                                       | Juan Pacheco, II comte de la Puebla de Montalbán (1590-1666)                                       | Juan Pacheco, II comte de la Puebla de Montalbán (1590-1666)                                       | Juan Pacheco, II comte de la Puebla de Montalbán (1590-1666)                                       |  |  |                                                                 |                                                                 |                                                                 |                                                                 |                                                                 |                                                                 |  |  |  |  |  |  |  |  |  |  |  |  |  |  |  |  |
|                                                                                         |                                                                                         |                                                                                         |                                                                                         |                                                                                         |                                                                                         |  |  | Juan Manuel Fernández Pacheco, VIII marquès de Villena, VIII duc d'Escalona (1650-1725)                                         | Juan Manuel Fernández Pacheco, VIII marquès de Villena, VIII duc d'Escalona (1650-1725)                                         | Juan Manuel Fernández Pacheco, VIII marquès de Villena, VIII duc d'Escalona (1650-1725)                                         | Juan Manuel Fernández Pacheco, VIII marquès de Villena, VIII duc d'Escalona (1650-1725)                                         | Juan Manuel Fernández Pacheco, VIII marquès de Villena, VIII duc d'Escalona (1650-1725)                                         | Juan Manuel Fernández Pacheco, VIII marquès de Villena, VIII duc d'Escalona (1650-1725)                                         |  |  | | | | | | |  |  | Juan Pacheco, II comte de la Puebla de Montalbán (1590-1666)                                              | Juan Pacheco, II comte de la Puebla de Montalbán (1590-1666)                                       | Juan Pacheco, II comte de la Puebla de Montalbán (1590-1666)                                       | Juan Pacheco, II comte de la Puebla de Montalbán (1590-1666)                                       | Juan Pacheco, II comte de la Puebla de Montalbán (1590-1666)                                       | Juan Pacheco, II comte de la Puebla de Montalbán (1590-1666)                                       |  |  |                                                                 |                                                                 |                                                                 |                                                                 |                                                                 |                                                                 |  |  |  |  |  |  |  |  |  |  |  |  |  |  |  |  |
|                                                                                         |                                                                                         |                                                                                         |                                                                                         |                                                                                         |                                                                                         |  |  | | | | | | |  |  | | | | | | |  |  | | | | | | |  |  |                                                                 |                                                                 |                                                                 |                                                                 |                                                                 |                                                                 |  |  |  |  |  |  |  |  |  |  |  |  |  |  |  |  |
|                                                                                         |                                                                                         |                                                                                         |                                                                                         |                                                                                         |                                                                                         |  |  | Mercurio Antonio López Pacheco, IX marquès de Villena, IX duc d'Escalona (1679-1738)                                            | Mercurio Antonio López Pacheco, IX marquès de Villena, IX duc d'Escalona (1679-1738)                                            | Mercurio Antonio López Pacheco, IX marquès de Villena, IX duc d'Escalona (1679-1738)                                            | Mercurio Antonio López Pacheco, IX marquès de Villena, IX duc d'Escalona (1679-1738)                                            | Mercurio Antonio López Pacheco, IX marquès de Villena, IX duc d'Escalona (1679-1738)                                            | Mercurio Antonio López Pacheco, IX marquès de Villena, IX duc d'Escalona (1679-1738)                                            |  |  | Marciano Fernández Pacheco, XII marquès de Moya (1688-1743)                                                 | Marciano Fernández Pacheco, XII marquès de Moya (1688-1743)                                                 | Marciano Fernández Pacheco, XII marquès de Moya (1688-1743)                                                 | Marciano Fernández Pacheco, XII marquès de Moya (1688-1743)                                                 | Marciano Fernández Pacheco, XII marquès de Moya (1688-1743)                                                 | Marciano Fernández Pacheco, XII marquès de Moya (1688-1743)                                                 |  |  | Melchor Téllez-Girón y Pacheco (1620-1650)                                                                | Melchor Téllez-Girón y Pacheco (1620-1650)                                                         | Melchor Téllez-Girón y Pacheco (1620-1650)                                                         | Melchor Téllez-Girón y Pacheco (1620-1650)                                                         | Melchor Téllez-Girón y Pacheco (1620-1650)                                                         | Melchor Téllez-Girón y Pacheco (1620-1650)                                                         |  |  |                                                                 |                                                                 |                                                                 |                                                                 |                                                                 |                                                                 |  |  |  |  |  |  |  |  |  |  |  |  |  |  |  |  |
|                                                                                         |                                                                                         |                                                                                         |                                                                                         |                                                                                         |                                                                                         |  |  | Mercurio Antonio López Pacheco, IX marquès de Villena, IX duc d'Escalona (1679-1738)                                            | Mercurio Antonio López Pacheco, IX marquès de Villena, IX duc d'Escalona (1679-1738)                                            | Mercurio Antonio López Pacheco, IX marquès de Villena, IX duc d'Escalona (1679-1738)                                            | Mercurio Antonio López Pacheco, IX marquès de Villena, IX duc d'Escalona (1679-1738)                                            | Mercurio Antonio López Pacheco, IX marquès de Villena, IX duc d'Escalona (1679-1738)                                            | Mercurio Antonio López Pacheco, IX marquès de Villena, IX duc d'Escalona (1679-1738)                                            |  |  | Marciano Fernández Pacheco, XII marquès de Moya (1688-1743)                                                 | Marciano Fernández Pacheco, XII marquès de Moya (1688-1743)                                                 | Marciano Fernández Pacheco, XII marquès de Moya (1688-1743)                                                 | Marciano Fernández Pacheco, XII marquès de Moya (1688-1743)                                                 | Marciano Fernández Pacheco, XII marquès de Moya (1688-1743)                                                 | Marciano Fernández Pacheco, XII marquès de Moya (1688-1743)                                                 |  |  | Melchor Téllez-Girón y Pacheco (1620-1650)                                                                | Melchor Téllez-Girón y Pacheco (1620-1650)                                                         | Melchor Téllez-Girón y Pacheco (1620-1650)                                                         | Melchor Téllez-Girón y Pacheco (1620-1650)                                                         | Melchor Téllez-Girón y Pacheco (1620-1650)                                                         | Melchor Téllez-Girón y Pacheco (1620-1650)                                                         |  |  |                                                                 |                                                                 |                                                                 |                                                                 |                                                                 |                                                                 |  |  |  |  |  |  |  |  |  |  |  |  |  |  |  |  |
|                                                                                         |                                                                                         |                                                                                         |                                                                                         |                                                                                         |                                                                                         |  |  | | | | | | |  |  | | | | | | |  |  | | | | | | |  |  |                                                                 |                                                                 |                                                                 |                                                                 |                                                                 |                                                                 |  |  |  |  |  |  |  |  |  |  |  |  |  |  |  |  |
| Andrés Luis López Pacheco, X marquès de Villena, X duc d'Escalona (1710-1746)           | Andrés Luis López Pacheco, X marquès de Villena, X duc d'Escalona (1710-1746)           | Andrés Luis López Pacheco, X marquès de Villena, X duc d'Escalona (1710-1746)           | Andrés Luis López Pacheco, X marquès de Villena, X duc d'Escalona (1710-1746)           | Andrés Luis López Pacheco, X marquès de Villena, X duc d'Escalona (1710-1746)           | Andrés Luis López Pacheco, X marquès de Villena, X duc d'Escalona (1710-1746)           |  |  | Juan Pablo López Pacheco, XI marquès de Villena, XI duc d'Escalona (1716-1751)                                                  | Juan Pablo López Pacheco, XI marquès de Villena, XI duc d'Escalona (1716-1751)                                                  | Juan Pablo López Pacheco, XI marquès de Villena, XI duc d'Escalona (1716-1751)                                                  | Juan Pablo López Pacheco, XI marquès de Villena, XI duc d'Escalona (1716-1751)                                                  | Juan Pablo López Pacheco, XI marquès de Villena, XI duc d'Escalona (1716-1751)                                                  | Juan Pablo López Pacheco, XI marquès de Villena, XI duc d'Escalona (1716-1751)                                                  |  |  | Felipe López Pacheco, XII marquès de Villena, XII duc d'Escalona (1727-1798)                                | Felipe López Pacheco, XII marquès de Villena, XII duc d'Escalona (1727-1798)                                | Felipe López Pacheco, XII marquès de Villena, XII duc d'Escalona (1727-1798)                                | Felipe López Pacheco, XII marquès de Villena, XII duc d'Escalona (1727-1798)                                | Felipe López Pacheco, XII marquès de Villena, XII duc d'Escalona (1727-1798)                                | Felipe López Pacheco, XII marquès de Villena, XII duc d'Escalona (1727-1798)                                |  |  | Juan Francisco Pacheco Téllez-Girón, duc de Uceda, III comte de la Puebla de Montalbán (1649-1718)        | Juan Francisco Pacheco Téllez-Girón, duc de Uceda, III comte de la Puebla de Montalbán (1649-1718) | Juan Francisco Pacheco Téllez-Girón, duc de Uceda, III comte de la Puebla de Montalbán (1649-1718) | Juan Francisco Pacheco Téllez-Girón, duc de Uceda, III comte de la Puebla de Montalbán (1649-1718) | Juan Francisco Pacheco Téllez-Girón, duc de Uceda, III comte de la Puebla de Montalbán (1649-1718) | Juan Francisco Pacheco Téllez-Girón, duc de Uceda, III comte de la Puebla de Montalbán (1649-1718) |  |  |                                                                 |                                                                 |                                                                 |                                                                 |                                                                 |                                                                 |  |  |  |  |  |  |  |  |  |  |  |  |  |  |  |  |
| Andrés Luis López Pacheco, X marquès de Villena, X duc d'Escalona (1710-1746)           | Andrés Luis López Pacheco, X marquès de Villena, X duc d'Escalona (1710-1746)           | Andrés Luis López Pacheco, X marquès de Villena, X duc d'Escalona (1710-1746)           | Andrés Luis López Pacheco, X marquès de Villena, X duc d'Escalona (1710-1746)           | Andrés Luis López Pacheco, X marquès de Villena, X duc d'Escalona (1710-1746)           | Andrés Luis López Pacheco, X marquès de Villena, X duc d'Escalona (1710-1746)           |  |  | Juan Pablo López Pacheco, XI marquès de Villena, XI duc d'Escalona (1716-1751)                                                  | Juan Pablo López Pacheco, XI marquès de Villena, XI duc d'Escalona (1716-1751)                                                  | Juan Pablo López Pacheco, XI marquès de Villena, XI duc d'Escalona (1716-1751)                                                  | Juan Pablo López Pacheco, XI marquès de Villena, XI duc d'Escalona (1716-1751)                                                  | Juan Pablo López Pacheco, XI marquès de Villena, XI duc d'Escalona (1716-1751)                                                  | Juan Pablo López Pacheco, XI marquès de Villena, XI duc d'Escalona (1716-1751)                                                  |  |  | Felipe López Pacheco, XII marquès de Villena, XII duc d'Escalona (1727-1798)                                | Felipe López Pacheco, XII marquès de Villena, XII duc d'Escalona (1727-1798)                                | Felipe López Pacheco, XII marquès de Villena, XII duc d'Escalona (1727-1798)                                | Felipe López Pacheco, XII marquès de Villena, XII duc d'Escalona (1727-1798)                                | Felipe López Pacheco, XII marquès de Villena, XII duc d'Escalona (1727-1798)                                | Felipe López Pacheco, XII marquès de Villena, XII duc d'Escalona (1727-1798)                                |  |  | Juan Francisco Pacheco Téllez-Girón, duc de Uceda, III comte de la Puebla de Montalbán (1649-1718)        | Juan Francisco Pacheco Téllez-Girón, duc de Uceda, III comte de la Puebla de Montalbán (1649-1718) | Juan Francisco Pacheco Téllez-Girón, duc de Uceda, III comte de la Puebla de Montalbán (1649-1718) | Juan Francisco Pacheco Téllez-Girón, duc de Uceda, III comte de la Puebla de Montalbán (1649-1718) | Juan Francisco Pacheco Téllez-Girón, duc de Uceda, III comte de la Puebla de Montalbán (1649-1718) | Juan Francisco Pacheco Téllez-Girón, duc de Uceda, III comte de la Puebla de Montalbán (1649-1718) |  |  |                                                                 |                                                                 |                                                                 |                                                                 |                                                                 |                                                                 |  |  |  |  |  |  |  |  |  |  |  |  |  |  |  |  |
| María Ana López Pacheco, XII comtessa d'Oropesa (1729-1768)                             | María Ana López Pacheco, XII comtessa d'Oropesa (1729-1768)                             | María Ana López Pacheco, XII comtessa d'Oropesa (1729-1768)                             | María Ana López Pacheco, XII comtessa d'Oropesa (1729-1768)                             | María Ana López Pacheco, XII comtessa d'Oropesa (1729-1768)                             | María Ana López Pacheco, XII comtessa d'Oropesa (1729-1768)                             |  |  | | | | | | |  |  | | | | | | |  |  | Francisco Javier Pacheco Téllez-Girón, VI duc de Uceda (1704-1750)                                        | Francisco Javier Pacheco Téllez-Girón, VI duc de Uceda (1704-1750)                                 | Francisco Javier Pacheco Téllez-Girón, VI duc de Uceda (1704-1750)                                 | Francisco Javier Pacheco Téllez-Girón, VI duc de Uceda (1704-1750)                                 | Francisco Javier Pacheco Téllez-Girón, VI duc de Uceda (1704-1750)                                 | Francisco Javier Pacheco Téllez-Girón, VI duc de Uceda (1704-1750)                                 |  |  |                                                                 |                                                                 |                                                                 |                                                                 |                                                                 |                                                                 |  |  |  |  |  |  |  |  |  |  |  |  |  |  |  |  |
| María Ana López Pacheco, XII comtessa d'Oropesa (1729-1768)                             | María Ana López Pacheco, XII comtessa d'Oropesa (1729-1768)                             | María Ana López Pacheco, XII comtessa d'Oropesa (1729-1768)                             | María Ana López Pacheco, XII comtessa d'Oropesa (1729-1768)                             | María Ana López Pacheco, XII comtessa d'Oropesa (1729-1768)                             | María Ana López Pacheco, XII comtessa d'Oropesa (1729-1768)                             |  |  | | | | | | |  |  | | | | | | |  |  | Francisco Javier Pacheco Téllez-Girón, VI duc de Uceda (1704-1750)                                        | Francisco Javier Pacheco Téllez-Girón, VI duc de Uceda (1704-1750)                                 | Francisco Javier Pacheco Téllez-Girón, VI duc de Uceda (1704-1750)                                 | Francisco Javier Pacheco Téllez-Girón, VI duc de Uceda (1704-1750)                                 | Francisco Javier Pacheco Téllez-Girón, VI duc de Uceda (1704-1750)                                 | Francisco Javier Pacheco Téllez-Girón, VI duc de Uceda (1704-1750)                                 |  |  |                                                                 |                                                                 |                                                                 |                                                                 |                                                                 |                                                                 |  |  |  |  |  |  |  |  |  |  |  |  |  |  |  |  |
|                                                                                         |                                                                                         |                                                                                         |                                                                                         |                                                                                         |                                                                                         |  |  | | | | | | |  |  | | | | | | |  |  | Andrés Pacheco Téllez-Girón, VII duc de Uceda (1728-1789)                                                 | | | | | |  |  |                                                                 |                                                                 |                                                                 |                                                                 |                                                                 |                                                                 |  |  |  |  |  |  |  |  |  |  |  |  |  |  |  |  |
|                                                                                         |                                                                                         |                                                                                         |                                                                                         |                                                                                         |                                                                                         |  |  | | | | | | |  |  | | | | | | |  |  | | | | | | |  |  |                                                                 |                                                                 |                                                                 |                                                                 |                                                                 |                                                                 |  |  |  |  |  |  |  |  |  |  |  |  |  |  |  |  |
|                                                                                         |                                                                                         |                                                                                         |                                                                                         |                                                                                         |                                                                                         |  |  | | | | | | |  |  | | | | | | |  |  | Diego Fernández de Velasco, XIII duc de Frías, XIII marquès de Villena, XIII duc d'Escalona (1754-1811)   | | | | | |  |  |                                                                 |                                                                 |                                                                 |                                                                 |                                                                 |                                                                 |  |  |  |  |  |  |  |  |  |  |  |  |  |  |  |  |
|                                                                                         |                                                                                         |                                                                                         |                                                                                         |                                                                                         |                                                                                         |  |  | | | | | | |  |  | | | | | | |  |  | | | | | | |  |  |                                                                 |                                                                 |                                                                 |                                                                 |                                                                 |                                                                 |  |  |  |  |  |  |  |  |  |  |  |  |  |  |  |  |
|                                                                                         |                                                                                         |                                                                                         |                                                                                         |                                                                                         |                                                                                         |  |  | | | | | | |  |  | | | | | | |  |  | Bernardino Fernández de Velasco, XIV duc de Frías, XIV duc d'Escalona, XIV marquès de Villena (1783-1851) | | | | | |  |  |                                                                 |                                                                 |                                                                 |                                                                 |                                                                 |                                                                 |  |  |  |  |  |  |  |  |  |  |  |  |  |  |  |  |
|                                                                                         |                                                                                         |                                                                                         |                                                                                         |                                                                                         |                                                                                         |  |  | | | | | | |  |  | | | | | | |  |  | | | | | | |  |  |                                                                 |                                                                 |                                                                 |                                                                 |                                                                 |                                                                 |  |  |  |  |  |  |  |  |  |  |  |  |  |  |  |  |
|                                                                                         |                                                                                         |                                                                                         |                                                                                         |                                                                                         |                                                                                         |  |  | | | | | | |  |  | | | | | | |  |  | | | | | | |  |  |                                                                 |                                                                 |                                                                 |                                                                 |                                                                 |                                                                 |  |  |  |  |  |  |  |  |  |  |  |  |  |  |  |  |
|                                                                                         |                                                                                         |                                                                                         |                                                                                         |                                                                                         |                                                                                         |  |  | | | | | | |  |  | Bernardina Fernández de Velasco, X duquessa de Uceda (1815-1869)                                            | Bernardina Fernández de Velasco, X duquessa de Uceda (1815-1869)                                            | Bernardina Fernández de Velasco, X duquessa de Uceda (1815-1869)                                            | Bernardina Fernández de Velasco, X duquessa de Uceda (1815-1869)                                            | Bernardina Fernández de Velasco, X duquessa de Uceda (1815-1869)                                            | Bernardina Fernández de Velasco, X duquessa de Uceda (1815-1869)                                            |  |  | José María Fernández de Velasco, XV duc de Frías (1836-1888)                                              | José María Fernández de Velasco, XV duc de Frías (1836-1888)                                       | José María Fernández de Velasco, XV duc de Frías (1836-1888)                                       | José María Fernández de Velasco, XV duc de Frías (1836-1888)                                       | José María Fernández de Velasco, XV duc de Frías (1836-1888)                                       | José María Fernández de Velasco, XV duc de Frías (1836-1888)                                       |  |  |                                                                 |                                                                 |                                                                 |                                                                 |                                                                 |                                                                 |  |  |  |  |  |  |  |  |  |  |  |  |  |  |  |  |
|                                                                                         |                                                                                         |                                                                                         |                                                                                         |                                                                                         |                                                                                         |  |  | | | | | | |  |  | Bernardina Fernández de Velasco, X duquessa de Uceda (1815-1869)                                            | Bernardina Fernández de Velasco, X duquessa de Uceda (1815-1869)                                            | Bernardina Fernández de Velasco, X duquessa de Uceda (1815-1869)                                            | Bernardina Fernández de Velasco, X duquessa de Uceda (1815-1869)                                            | Bernardina Fernández de Velasco, X duquessa de Uceda (1815-1869)                                            | Bernardina Fernández de Velasco, X duquessa de Uceda (1815-1869)                                            |  |  | José María Fernández de Velasco, XV duc de Frías (1836-1888)                                              | José María Fernández de Velasco, XV duc de Frías (1836-1888)                                       | José María Fernández de Velasco, XV duc de Frías (1836-1888)                                       | José María Fernández de Velasco, XV duc de Frías (1836-1888)                                       | José María Fernández de Velasco, XV duc de Frías (1836-1888)                                       | José María Fernández de Velasco, XV duc de Frías (1836-1888)                                       |  |  |                                                                 |                                                                 |                                                                 |                                                                 |                                                                 |                                                                 |  |  |  |  |  |  |  |  |  |  |  |  |  |  |  |  |
|                                                                                         |                                                                                         |                                                                                         |                                                                                         |                                                                                         |                                                                                         |  |  | | | | | | |  |  | | | | | | |  |  | | | | | | |  |  |                                                                 |                                                                 |                                                                 |                                                                 |                                                                 |                                                                 |  |  |  |  |  |  |  |  |  |  |  |  |  |  |  |  |
|                                                                                         |                                                                                         |                                                                                         |                                                                                         |                                                                                         |                                                                                         |  |  | | | | | | |  |  | Francisco de Borja Téllez-Girón, XI duc de Uceda, XV duc d'Escalona, XV marquès de Villena (1839-1897)      | Francisco de Borja Téllez-Girón, XI duc de Uceda, XV duc d'Escalona, XV marquès de Villena (1839-1897)      | Francisco de Borja Téllez-Girón, XI duc de Uceda, XV duc d'Escalona, XV marquès de Villena (1839-1897)      | Francisco de Borja Téllez-Girón, XI duc de Uceda, XV duc d'Escalona, XV marquès de Villena (1839-1897)      | Francisco de Borja Téllez-Girón, XI duc de Uceda, XV duc d'Escalona, XV marquès de Villena (1839-1897)      | Francisco de Borja Téllez-Girón, XI duc de Uceda, XV duc d'Escalona, XV marquès de Villena (1839-1897)      |  |  | Bernardino Fernández de Velasco, XVI duc de Frías (1866-1916)                                             | Bernardino Fernández de Velasco, XVI duc de Frías (1866-1916)                                      | Bernardino Fernández de Velasco, XVI duc de Frías (1866-1916)                                      | Bernardino Fernández de Velasco, XVI duc de Frías (1866-1916)                                      | Bernardino Fernández de Velasco, XVI duc de Frías (1866-1916)                                      | Bernardino Fernández de Velasco, XVI duc de Frías (1866-1916)                                      |  |  | Guillermo Fernández de Velasco, XVII duc de Frías (1870-1937)   | Guillermo Fernández de Velasco, XVII duc de Frías (1870-1937)   | Guillermo Fernández de Velasco, XVII duc de Frías (1870-1937)   | Guillermo Fernández de Velasco, XVII duc de Frías (1870-1937)   | Guillermo Fernández de Velasco, XVII duc de Frías (1870-1937)   | Guillermo Fernández de Velasco, XVII duc de Frías (1870-1937)   |  |  |  |  |  |  |  |  |  |  |  |  |  |  |  |  |
|                                                                                         |                                                                                         |                                                                                         |                                                                                         |                                                                                         |                                                                                         |  |  | | | | | | |  |  | Francisco de Borja Téllez-Girón, XI duc de Uceda, XV duc d'Escalona, XV marquès de Villena (1839-1897)      | Francisco de Borja Téllez-Girón, XI duc de Uceda, XV duc d'Escalona, XV marquès de Villena (1839-1897)      | Francisco de Borja Téllez-Girón, XI duc de Uceda, XV duc d'Escalona, XV marquès de Villena (1839-1897)      | Francisco de Borja Téllez-Girón, XI duc de Uceda, XV duc d'Escalona, XV marquès de Villena (1839-1897)      | Francisco de Borja Téllez-Girón, XI duc de Uceda, XV duc d'Escalona, XV marquès de Villena (1839-1897)      | Francisco de Borja Téllez-Girón, XI duc de Uceda, XV duc d'Escalona, XV marquès de Villena (1839-1897)      |  |  | Bernardino Fernández de Velasco, XVI duc de Frías (1866-1916)                                             | Bernardino Fernández de Velasco, XVI duc de Frías (1866-1916)                                      | Bernardino Fernández de Velasco, XVI duc de Frías (1866-1916)                                      | Bernardino Fernández de Velasco, XVI duc de Frías (1866-1916)                                      | Bernardino Fernández de Velasco, XVI duc de Frías (1866-1916)                                      | Bernardino Fernández de Velasco, XVI duc de Frías (1866-1916)                                      |  |  | Guillermo Fernández de Velasco, XVII duc de Frías (1870-1937)   | Guillermo Fernández de Velasco, XVII duc de Frías (1870-1937)   | Guillermo Fernández de Velasco, XVII duc de Frías (1870-1937)   | Guillermo Fernández de Velasco, XVII duc de Frías (1870-1937)   | Guillermo Fernández de Velasco, XVII duc de Frías (1870-1937)   | Guillermo Fernández de Velasco, XVII duc de Frías (1870-1937)   |  |  |  |  |  |  |  |  |  |  |  |  |  |  |  |  |
|                                                                                         |                                                                                         |                                                                                         |                                                                                         |                                                                                         |                                                                                         |  |  | | | | | | |  |  | | | | | | |  |  | | | | | | |  |  |                                                                 |                                                                 |                                                                 |                                                                 |                                                                 |                                                                 |  |  |  |  |  |  |  |  |  |  |  |  |  |  |  |  |
|                                                                                         |                                                                                         |                                                                                         |                                                                                         |                                                                                         |                                                                                         |  |  | Ángela María Téllez-Girón, duquessa d'Almenara Alta (1879-1921)                                                                 | Ángela María Téllez-Girón, duquessa d'Almenara Alta (1879-1921)                                                                 | Ángela María Téllez-Girón, duquessa d'Almenara Alta (1879-1921)                                                                 | Ángela María Téllez-Girón, duquessa d'Almenara Alta (1879-1921)                                                                 | Ángela María Téllez-Girón, duquessa d'Almenara Alta (1879-1921)                                                                 | Ángela María Téllez-Girón, duquessa d'Almenara Alta (1879-1921)                                                                 |  |  | Mariano Téllez-Girón, XV duc d'Osuna, XVI duc d'Escalona, XVI marquès de Villena (1887-1931)                | Mariano Téllez-Girón, XV duc d'Osuna, XVI duc d'Escalona, XVI marquès de Villena (1887-1931)                | Mariano Téllez-Girón, XV duc d'Osuna, XVI duc d'Escalona, XVI marquès de Villena (1887-1931)                | Mariano Téllez-Girón, XV duc d'Osuna, XVI duc d'Escalona, XVI marquès de Villena (1887-1931)                | Mariano Téllez-Girón, XV duc d'Osuna, XVI duc d'Escalona, XVI marquès de Villena (1887-1931)                | Mariano Téllez-Girón, XV duc d'Osuna, XVI duc d'Escalona, XVI marquès de Villena (1887-1931)                |  |  | | | | | | |  |  | José María Fernández de Velasco, XVIII duc de Frías (1910-1986) | José María Fernández de Velasco, XVIII duc de Frías (1910-1986) | José María Fernández de Velasco, XVIII duc de Frías (1910-1986) | José María Fernández de Velasco, XVIII duc de Frías (1910-1986) | José María Fernández de Velasco, XVIII duc de Frías (1910-1986) | José María Fernández de Velasco, XVIII duc de Frías (1910-1986) |  |  |  |  |  |  |  |  |  |  |  |  |  |  |  |  |
|                                                                                         |                                                                                         |                                                                                         |                                                                                         |                                                                                         |                                                                                         |  |  | Ángela María Téllez-Girón, duquessa d'Almenara Alta (1879-1921)                                                                 | Ángela María Téllez-Girón, duquessa d'Almenara Alta (1879-1921)                                                                 | Ángela María Téllez-Girón, duquessa d'Almenara Alta (1879-1921)                                                                 | Ángela María Téllez-Girón, duquessa d'Almenara Alta (1879-1921)                                                                 | Ángela María Téllez-Girón, duquessa d'Almenara Alta (1879-1921)                                                                 | Ángela María Téllez-Girón, duquessa d'Almenara Alta (1879-1921)                                                                 |  |  | Mariano Téllez-Girón, XV duc d'Osuna, XVI duc d'Escalona, XVI marquès de Villena (1887-1931)                | Mariano Téllez-Girón, XV duc d'Osuna, XVI duc d'Escalona, XVI marquès de Villena (1887-1931)                | Mariano Téllez-Girón, XV duc d'Osuna, XVI duc d'Escalona, XVI marquès de Villena (1887-1931)                | Mariano Téllez-Girón, XV duc d'Osuna, XVI duc d'Escalona, XVI marquès de Villena (1887-1931)                | Mariano Téllez-Girón, XV duc d'Osuna, XVI duc d'Escalona, XVI marquès de Villena (1887-1931)                | Mariano Téllez-Girón, XV duc d'Osuna, XVI duc d'Escalona, XVI marquès de Villena (1887-1931)                |  |  | | | | | | |  |  | José María Fernández de Velasco, XVIII duc de Frías (1910-1986) | José María Fernández de Velasco, XVIII duc de Frías (1910-1986) | José María Fernández de Velasco, XVIII duc de Frías (1910-1986) | José María Fernández de Velasco, XVIII duc de Frías (1910-1986) | José María Fernández de Velasco, XVIII duc de Frías (1910-1986) | José María Fernández de Velasco, XVIII duc de Frías (1910-1986) |  |  |  |  |  |  |  |  |  |  |  |  |  |  |  |  |
|                                                                                         |                                                                                         |                                                                                         |                                                                                         |                                                                                         |                                                                                         |  |  | Francisco de Borja de Martorell, VII duc d'Almenara Alta, XVII duc d'Escalona, XVII marquès de Villena (1898-1940)              | Francisco de Borja de Martorell, VII duc d'Almenara Alta, XVII duc d'Escalona, XVII marquès de Villena (1898-1940)              | Francisco de Borja de Martorell, VII duc d'Almenara Alta, XVII duc d'Escalona, XVII marquès de Villena (1898-1940)              | Francisco de Borja de Martorell, VII duc d'Almenara Alta, XVII duc d'Escalona, XVII marquès de Villena (1898-1940)              | Francisco de Borja de Martorell, VII duc d'Almenara Alta, XVII duc d'Escalona, XVII marquès de Villena (1898-1940)              | Francisco de Borja de Martorell, VII duc d'Almenara Alta, XVII duc d'Escalona, XVII marquès de Villena (1898-1940)              |  |  | Ángela María Téllez-Girón, XVI duquessa d'Osuna, XIX duquessa d'Escalona, XIX marquesa de Villena (n. 1925) | Ángela María Téllez-Girón, XVI duquessa d'Osuna, XIX duquessa d'Escalona, XIX marquesa de Villena (n. 1925) | Ángela María Téllez-Girón, XVI duquessa d'Osuna, XIX duquessa d'Escalona, XIX marquesa de Villena (n. 1925) | Ángela María Téllez-Girón, XVI duquessa d'Osuna, XIX duquessa d'Escalona, XIX marquesa de Villena (n. 1925) | Ángela María Téllez-Girón, XVI duquessa d'Osuna, XIX duquessa d'Escalona, XIX marquesa de Villena (n. 1925) | Ángela María Téllez-Girón, XVI duquessa d'Osuna, XIX duquessa d'Escalona, XIX marquesa de Villena (n. 1925) |  |  | | | | | | |  |  |                                                                 |                                                                 |                                                                 |                                                                 |                                                                 |                                                                 |  |  |  |  |  |  |  |  |  |  |  |  |  |  |  |  |
|                                                                                         |                                                                                         |                                                                                         |                                                                                         |                                                                                         |                                                                                         |  |  | Francisco de Borja de Martorell, VII duc d'Almenara Alta, XVII duc d'Escalona, XVII marquès de Villena (1898-1940)              | Francisco de Borja de Martorell, VII duc d'Almenara Alta, XVII duc d'Escalona, XVII marquès de Villena (1898-1940)              | Francisco de Borja de Martorell, VII duc d'Almenara Alta, XVII duc d'Escalona, XVII marquès de Villena (1898-1940)              | Francisco de Borja de Martorell, VII duc d'Almenara Alta, XVII duc d'Escalona, XVII marquès de Villena (1898-1940)              | Francisco de Borja de Martorell, VII duc d'Almenara Alta, XVII duc d'Escalona, XVII marquès de Villena (1898-1940)              | Francisco de Borja de Martorell, VII duc d'Almenara Alta, XVII duc d'Escalona, XVII marquès de Villena (1898-1940)              |  |  | Ángela María Téllez-Girón, XVI duquessa d'Osuna, XIX duquessa d'Escalona, XIX marquesa de Villena (n. 1925) | Ángela María Téllez-Girón, XVI duquessa d'Osuna, XIX duquessa d'Escalona, XIX marquesa de Villena (n. 1925) | Ángela María Téllez-Girón, XVI duquessa d'Osuna, XIX duquessa d'Escalona, XIX marquesa de Villena (n. 1925) | Ángela María Téllez-Girón, XVI duquessa d'Osuna, XIX duquessa d'Escalona, XIX marquesa de Villena (n. 1925) | Ángela María Téllez-Girón, XVI duquessa d'Osuna, XIX duquessa d'Escalona, XIX marquesa de Villena (n. 1925) | Ángela María Téllez-Girón, XVI duquessa d'Osuna, XIX duquessa d'Escalona, XIX marquesa de Villena (n. 1925) |  |  | | | | | | |  |  |                                                                 |                                                                 |                                                                 |                                                                 |                                                                 |                                                                 |  |  |  |  |  |  |  |  |  |  |  |  |  |  |  |  |
|                                                                                         |                                                                                         |                                                                                         |                                                                                         |                                                                                         |                                                                                         |  |  | María de la Soledad de Martorell, VIII duquessa d'Almenara Alta, XVIII duquessa d'Escalona, XVIII marquesa de Villena (n. 1924) | María de la Soledad de Martorell, VIII duquessa d'Almenara Alta, XVIII duquessa d'Escalona, XVIII marquesa de Villena (n. 1924) | María de la Soledad de Martorell, VIII duquessa d'Almenara Alta, XVIII duquessa d'Escalona, XVIII marquesa de Villena (n. 1924) | María de la Soledad de Martorell, VIII duquessa d'Almenara Alta, XVIII duquessa d'Escalona, XVIII marquesa de Villena (n. 1924) | María de la Soledad de Martorell, VIII duquessa d'Almenara Alta, XVIII duquessa d'Escalona, XVIII marquesa de Villena (n. 1924) | María de la Soledad de Martorell, VIII duquessa d'Almenara Alta, XVIII duquessa d'Escalona, XVIII marquesa de Villena (n. 1924) |  |  | Ángela María de Solís-Beaumont, XVII duquessa d'Arcos (n. 1950) Amb successió a la casa d'Osuna.            | Ángela María de Solís-Beaumont, XVII duquessa d'Arcos (n. 1950) Amb successió a la casa d'Osuna.            | Ángela María de Solís-Beaumont, XVII duquessa d'Arcos (n. 1950) Amb successió a la casa d'Osuna.            | Ángela María de Solís-Beaumont, XVII duquessa d'Arcos (n. 1950) Amb successió a la casa d'Osuna.            | Ángela María de Solís-Beaumont, XVII duquessa d'Arcos (n. 1950) Amb successió a la casa d'Osuna.            | Ángela María de Solís-Beaumont, XVII duquessa d'Arcos (n. 1950) Amb successió a la casa d'Osuna.            |  |  | | | | | | |  |  |                                                                 |                                                                 |                                                                 |                                                                 |                                                                 |                                                                 |  |  |  |  |  |  |  |  |  |  |  |  |  |  |  |  |
|                                                                                         |                                                                                         |                                                                                         |                                                                                         |                                                                                         |                                                                                         |  |  | María de la Soledad de Martorell, VIII duquessa d'Almenara Alta, XVIII duquessa d'Escalona, XVIII marquesa de Villena (n. 1924) | María de la Soledad de Martorell, VIII duquessa d'Almenara Alta, XVIII duquessa d'Escalona, XVIII marquesa de Villena (n. 1924) | María de la Soledad de Martorell, VIII duquessa d'Almenara Alta, XVIII duquessa d'Escalona, XVIII marquesa de Villena (n. 1924) | María de la Soledad de Martorell, VIII duquessa d'Almenara Alta, XVIII duquessa d'Escalona, XVIII marquesa de Villena (n. 1924) | María de la Soledad de Martorell, VIII duquessa d'Almenara Alta, XVIII duquessa d'Escalona, XVIII marquesa de Villena (n. 1924) | María de la Soledad de Martorell, VIII duquessa d'Almenara Alta, XVIII duquessa d'Escalona, XVIII marquesa de Villena (n. 1924) |  |  | Ángela María de Solís-Beaumont, XVII duquessa d'Arcos (n. 1950) Amb successió a la casa d'Osuna.            | Ángela María de Solís-Beaumont, XVII duquessa d'Arcos (n. 1950) Amb successió a la casa d'Osuna.            | Ángela María de Solís-Beaumont, XVII duquessa d'Arcos (n. 1950) Amb successió a la casa d'Osuna.            | Ángela María de Solís-Beaumont, XVII duquessa d'Arcos (n. 1950) Amb successió a la casa d'Osuna.            | Ángela María de Solís-Beaumont, XVII duquessa d'Arcos (n. 1950) Amb successió a la casa d'Osuna.            | Ángela María de Solís-Beaumont, XVII duquessa d'Arcos (n. 1950) Amb successió a la casa d'Osuna.            |  |  | | | | | | |  |  |                                                                 |                                                                 |                                                                 |                                                                 |                                                                 |                                                                 |  |  |  |  |  |  |  |  |  |  |  |  |  |  |  |  |
|                                                                                         |                                                                                         |                                                                                         |                                                                                         |                                                                                         |                                                                                         |  |  | Francisco de Borja de Soto, XX duc d'Escalona, XX marquès de Villena (1956-1997)                                                | | | | | |  |  | | | | | | |  |  | | | | | | |  |  |                                                                 |                                                                 |                                                                 |                                                                 |                                                                 |                                                                 |  |  |  |  |  |  |  |  |  |  |  |  |  |  |  |  |
|                                                                                         |                                                                                         |                                                                                         |                                                                                         |                                                                                         |                                                                                         |  |  | | | | | | |  |  | | | | | | |  |  | | | | | | |  |  |                                                                 |                                                                 |                                                                 |                                                                 |                                                                 |                                                                 |  |  |  |  |  |  |  |  |  |  |  |  |  |  |  |  |
|                                                                                         |                                                                                         |                                                                                         |                                                                                         |                                                                                         |                                                                                         |  |  | Francisco de Borja de Soto, XIX duc de Frías, XXI duc d'Escalona, XXI marquès de Villena (n. 1985)                              | | | | | |  |  | | | | | | |  |  | | | | | | |  |  |                                                                 |                                                                 |                                                                 |                                                                 |                                                                 |                                                                 |  |  |  |  |  |  |  |  |  |  |  |  |  |  |  |  |